# Sargasso-tenger
A Sargasso-tenger az Észak-Atlanti-óceán közepén helyezkedik el, körülvéve óceáni áramlatokkal. Három ellentétes irányú áramlás (Golf-áramlat, Egyenlítői-áramlat és az Antilla-áramlat) miatt az óramutató járásával azonos irányba forog. Területe körülbelül 3 millió négyzetkilométer, 1100 km széles és 3200 km hosszú. A víz alatti látótávolság akár 61 m. Az egyetlen tenger a világon, aminek nincs partja. Átlagos mélysége kb. 5000 méter. A víz hőfoka a felszínen a tengerekhez képest igen magas, hőmérséklete 18-28 C˚ között változik.

## Története

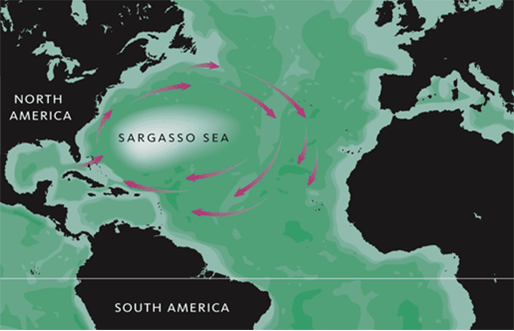
A Sargasso-tenger elhelyezkedése, körülötte a nyilak mutatta áramlatokkal

Portugál hajósok fedezték fel ezt a területet a 15. században. Nevét a sargassum nevű algáról kapta, ami nagy mennyiségben található meg itt. A nyugodt, csendes körülmények miatt régen a hajók sokszor heteket, hónapokat vesztegeltek, mire tovább tudtak haladni. Kolumbusz Kristóf mikor áthajózott, a felszíni gazdag növényzet miatt optimistán azt gondolta, közel van a szárazföld.
A Bermuda-háromszög szomszédsága miatt a legfurcsább és leghírhedtebb tengernek tartják a Földön.

## Ökológiája

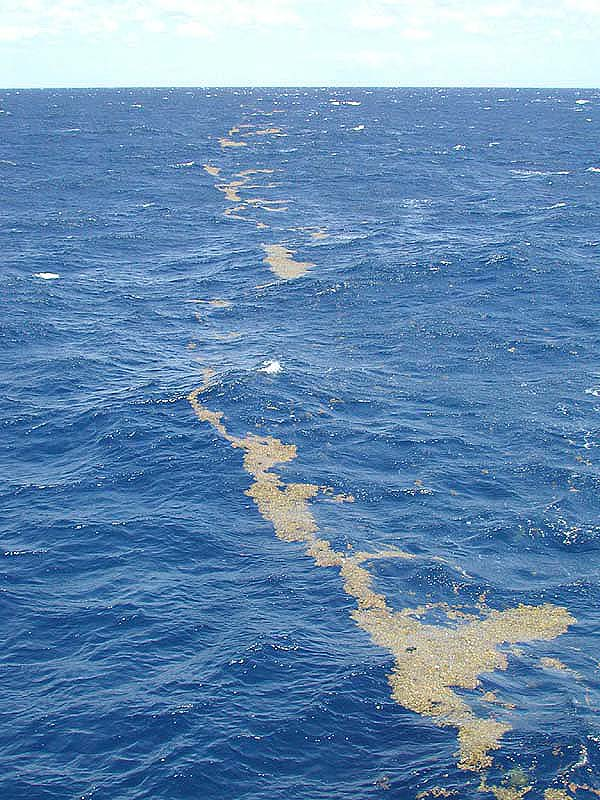
Sargassum a tenger felszínén

A felszíni áramlatok nagy koncentrációban halmoznak itt fel biológiailag nem lebomló hulladékot, általában ami ide bekerül, az kis eséllyel kerül ki innen.
A legújabb vizsgálatok arra következtetnek, hogy az itt lévő sargassum őshonossá vált a területen. A Sargassum nemzetségbe tartozó különféle moszatok telepei többszörösen elágaznak, tömegük kb 1,7 t/km2. Egyfajta furcsa moszaterdő ez, ami több száz kilométer távolságra van a legközelebbi szárazföldtől. Ez a hatalmas egybefüggő lebegő hínár (sargassum), egyedülálló ökoszisztéma a földön. Az óceánok sivatagának is nevezik, mert a melegebb vízhőmérséklet és szélcsend ellenére a hínárt leszámítva viszonylag gyér az élővilág.
Bár az Atlanti-óceán planktonjainak egyharmada erről a területről kerül ki, hiányoznak azok a tápanyagok, amik vonzanák a kereskedelmileg értékes halakat. Jelentősebb mennyiségben találhatóak rákok és polipok. Itt van az angolnák ívási helye is.

## Fordítás
- Ez a szócikk részben vagy egészben  a   Sargasso Sea című angol Wikipédia-szócikk ezen változatának fordításán alapul.  Az eredeti cikk szerkesztőit annak laptörténete sorolja fel. Ez a jelzés csupán a megfogalmazás eredetét és a szerzői jogokat jelzi, nem szolgál a cikkben szereplő információk forrásmegjelöléseként.